# Торнео де ла УРБА
Торнео де ла Унион де Рагби де Буэнос-Айрес (исп. Torneo de la Unión de Rugby de Buenos Aires), Торнео де ла УРБА — аргентинский ежегодный турнир по регби-15, проводимый среди клубов Буэнос-Айреса и близлежащих поселений. Наряду с Торнео дель Интериор, чемпионатом провинциальных команд, Торнео де ла УРБА является своеобразным отборочным этапом к турниру Насьональ де Клубес, в котором определяется сильнейший клуб страны. С 2013 года к участию в Насьональ допускаются семь сильнейших клубов Торнео де ла УРБА; там они соревнуются с девятью лучшими командами из других регионов. Кроме того, в Аргентине проводится чемпионат среди сборных команд регионов страны — Кампеонато Архентино.
Первый сезон Торнео состоялся в 1899 году. Тогда чемпионат проходил под названием «регбийный чемпионат Ривер Плейт», а за главный приз турнира сражались четыре клуба: БАФК, «Бельграно», «Ломас» и «Росарио». Первым президентом чемпионата был избран Лесли Корри Смит. В том же году был запущен кубок для клубов Буэнос-Айреса, и его победителем стал «Ломас». Таким образом, турнир является старейшим регбийным состязанием Южной Америки и одним из старейших в мире. В 1995 году был создан Регбийный союз Буэнос-Айреса, и турнир получил современное название. Сейчас чемпионат столицы является крупнейшим турниром по регби в Аргентине. Торнео объединяет 82 клуба, 24 из которых выступают в высшем дивизионе.

## Формат
Участие в чемпионате доступно для любой команды из столицы или её пригородов. Кроме того, для участия в турнире был приглашён клуб «Росарио», так как его представители стояли у истоков чемпионата Ривер Плейт. «Росарио» — единственный провинциальный клуб, выступающий в Торнео.
В высшем и втором дивизионах чемпионата выступают по 24 клуба, в третьем насчитывается 16 участников, в то время как за титул победителя четвёртого соревнуются 18 команд. Коллективы высшей лиги разделены на две зоны по географическому признаку. Каждый из участников проводит 11 матчей с соперниками из своей зоны, при этом регулярный сезон проходит в один круг (соперники встречаются лишь однажды). Затем лучшие клубы обеих зон попадают в следующую стадию — «Топ 14». Остальные 10 команд соревнуются с коллективами второй лиги за право продолжить выступления на высшем уровне. Топ 14 проходит в течение 13 туров, также по однокруговой системе. 4 сильнейших клуба сезона выходят в полуфинал чемпионата — первая команда встречается с четвёртой, а вторая соревнуется с третьей. Оба полуфинальных матча проходят в течение одного уикенда на нейтральных полях. Финал чемпионата, как правило, проводится спустя неделю.
Семь сильнейших клубов чемпионата становятся участниками турнира Насьональ де Клубес, в котором разыгрывается титул сильнейшей команды Аргентины. Другие девять участников Насьональ представляют остальные провинции Аргентины.

## Победители

### 1899—1997
Использовался формат регулярного чемпионата, и если две команды набирали равное количество очков, титул чемпиона присуждался обеим. В 1939 году чемпионами стали сразу три команды.
| - 1899: «Ломас» - 1900: БАФК - 1901: БАФК - 1902: БАФК - 1903: БАФК - 1904: БАФК - 1905: «Росарио» - 1906: «Росарио» - 1907: «Бельграно» - 1908: БАФК - 1909: БАФК - 1910: «Бельграно» - 1911: «Химнасия и Эсгрима» - 1912: «Химнасия и Эсгрима» - 1913: «Ломас» - 1914: «Бельграно» - 1915: БАФК - 1916: не проводился - 1917: КАСИ - 1918: КАСИ - 1919: не проводился - 1920: КАСИ - 1921: КАСИ/«Бельграно» - 1922: КАСИ - 1923: КАСИ - 1924: КАСИ - 1925: КАСИ - 1926: КАСИ - 1927: КАСИ - 1928: КАСИ - 1929: КАСИ - 1930: КАСИ - 1931: «Университарио» | - 1932: «Химнасия и Эсгрима» - 1933: КАСИ - 1934: КАСИ - 1935: «Росарио» - 1936: «Бельграно» - 1937: «Олд Джорджн» - 1938: «Олд Джорджн» - 1939: «Олд Джорджн»/«Химнасия и Эсгрима»/? - 1940: «Бельграно»/«Оливос» - 1941: «Сан-Исидро» - 1942: «Университарио» - 1943: КАСИ - 1944: «Университарио» - 1945: «Университарио» - 1946: «Пукара» - 1947: «Университарио» - 1948: «Сан-Исидро» - 1949: КАСИ/«Университарио» - 1950: «Университарио»/«Пукара» - 1951: «Университарио» - 1952: «Университарио» - 1953: «Обрас» - 1954: КАСИ - 1955: КАСИ - 1956: КАСИ - 1957: КАСИ - 1958: «Буэнос-Айрес КРК» - 1959: «Буэнос-Айрес КРК» - 1960: КАСИ - 1961: КАСИ - 1962: КАСИ - 1963: «Бельграно» - 1964: КАСИ | - 1965: «Университарио» - 1966: «Бельграно» - 1967: «Бельграно» - 1968: «Бельграно»/«Университарио» - 1969: «Университарио» - 1970: «Университарио»/«Сан-Исидро» - 1971: «Сан-Исидро» - 1972: «Сан-Исидро» - 1973: «Сан-Исидро» - 1974: КАСИ - 1975: КАСИ - 1976: КАСИ - 1977: «Сан-Исидро» - 1978: «Сан-Исидро» - 1979: «Сан-Исидро» - 1980: «Сан-Исидро» - 1981: КАСИ - 1982: КАСИ - 1983: КАСИ - 1984: КАСИ - 1985: КАСИ - 1986: «Сан-Исидро»/«Банко Насьон» - 1987: «Сан-Исидро» - 1988: «Сан-Исидро» - 1989: «Алумни»/«Банко Насьон» - 1990: «Алумни» - 1991: «Алумни» - 1992: «Алумни» - 1993: «Сан-Исидро» - 1994: «Сан-Исидро» - 1995: «Ла-Плата» - 1996: «Инду»/«Росарио» - 1997: «Сан-Исидро» |

### 1998—…
С 1998 года чемпион определяется по итогам турнира плей-офф, который проводится после регулярного чемпионата.
| Сезон | Чемпион                           | Финалист                          | Счёт                              |
| ----- | --------------------------------- | --------------------------------- | --------------------------------- |
| 1998  | «Инду»                            | «Сан-Исидро»                      | 38–12                             |
| 1999  | «Сан-Исидро»                      | «Росарио»                         | 14–9                              |
| 2000  | «Росарио»                         | КАСИ                              | 35–32                             |
| 2001  | не проводился, чемпион — «Алумни» | не проводился, чемпион — «Алумни» | не проводился, чемпион — «Алумни» |
| 2002  | «Сан-Исидро»                      | «Регатас»                         | 16–10                             |
| 2003  | «Сан-Исидро»                      | КАСИ                              | 20–9                              |
| 2004  | «Сан-Исидро»                      | «Алумни»                          | 36–16                             |
| 2005  | КАСИ                              | «Сан-Исидро»                      | 18–17                             |
| 2006  | «Инду»                            | «Алумни»                          | 20–5                              |
| 2007  | «Инду»                            | «Алумни»                          | 9–6                               |
| 2008  | «Инду»                            | «Ньюмен»                          | 22–10                             |
| 2009  | «Инду»                            | КАСИ                              | 31–22                             |
| 2010  | «Сан-Исидро»                      | «Ла-Плата»                        | 30–22                             |
| 2011  | «Сан-Исидро»                      | «Алумни»                          | 14–11                             |
| 2012  | «Инду»                            | «Ла-Плата»                        | 15–9                              |
| 2013  | «Университарио»                   | «Инду»                            | 11–9                              |
| 2014  | «Инду»                            | «Университарио»                   | 27–19                             |
| 2015  | «Инду»                            | «Университарио»                   | 24–0                              |
| 2016  | «Бельграно»                       | «Инду»                            | 25–10                             |

### По клубам
| Клуб                 | Титулы | Победные сезоны |
| -------------------- | ------ | --- |
| КАСИ                 | 33     | 1917, 1918, 1920, 1921, 1922, 1923, 1924, 1925, 1926, 1927, 1928, 1928, 1930, 1933, 1934, 1943, 1949, 1954, 1955, 1956, 1957, 1960, 1961, 1962, 1964, 1967, 1974, 1975, 1976, 1981, 1982, 1985, 2005 |
| «Сан-Исидро»         | 25     | 1939, 1941, 1948, 1970, 1971, 1972, 1973, 1977, 1978, 1979, 1980, 1983, 1984, 1986, 1987, 1988, 1993, 1994, 1997, 1999, 2002, 2003, 2004, 2010, 2011                                                 |
| «Университарио»      | 14     | 1931, 1942, 1944, 1945, 1947, 1949, 1950, 1951, 1952, 1965, 1968, 1969, 1970, 2013 |
| «Бельграно»          | 11     | 1907, 1910, 1914, 1921, 1936, 1940, 1963, 1966, 1967, 1968, 2016 |
| «Инду»               | 9      | 1996, 1998, 2006, 2007, 2008, 2009, 2012, 2014, 2015 |
| БАФК                 | 8      | 1900, 1901, 1902, 1903, 1904, 1908, 1909, 1915 |
| «Алумни»             | 5      | 1989, 1990, 1991, 1992, 2001 |
| «Росарио»            | 5      | 1905, 1906, 1935, 1996, 2000 |
| «Химнасия и Эсгрима» | 4      | 1911, 1912, 1932, 1939 |
| «Олд Джорджн»        | 3      | 1937, 1938, 1939 |
| «Ломас»              | 2      | 1899, 1913 |
| «Пукара»             | 2      | 1946, 1950 |
| «Буэнос-Айрес КРК»   | 2      | 1958, 1959 |
| «Банко Насьон»       | 2      | 1986, 1989 |
| «Оливос»             | 1      | 1940 |
| «Обрас»              | 1      | 1953 |
| «Ла-Плата»           | 1      | 1995 |